# Bugatti Centodieci
La Bugatti Centodieci est une hypercar du constructeur automobile français Bugatti produite en 2022.

## Présentation
Elle est un hommage à la Bugatti EB110 et au 110ème anniversaire de la marque Bugatti. La Centodieci est 20 kg plus légère que la Bugatti Chiron.
La production est limitée à dix exemplaires au prix unitaire de huit millions d'euros. Tous ont trouvé acquéreur avant même la production, lancée en 2022. Parmi eux, on peut citer le footballeur Cristiano Ronaldo et l'homme d'affaires François Perrodo.

## Conception et design

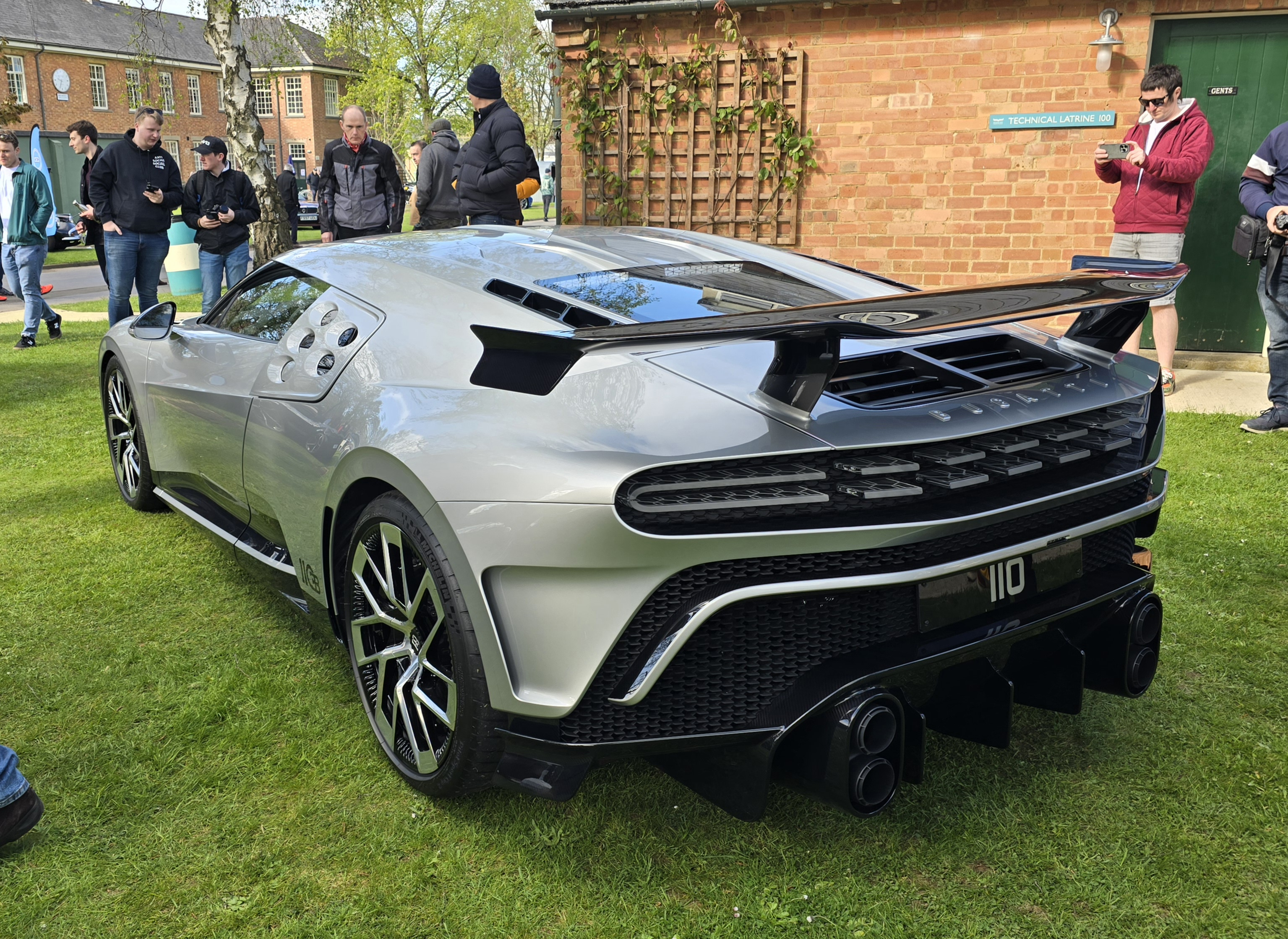
Vue arrière.

La Centodieci comprend quatre pots d'échappement et des éléments en fibre de carbone qui la rendent plus légère qu'une Chiron. Son design est directement inspiré de celui de l'EB110, de par le capot plongeant et la calandre rétrécie à l'avant, la vitre couvrant le moteur au dessus, l'aileron fixe à l'arrière et les cinq prises de refroidissement circulaires sur les flancs.

## Performances
Le 0-100 km/h est atteint en 2,4 secondes, le 0-200 en 6,1 secondes et le 0-300 en 13,1 secondes. Basée sur la plateforme de la Bugatti Chiron, son moteur W16 de 8 litres développe 1 600 ch à 7 000 tr/min. Sa vitesse maximale est bridée à 380 km/h. Cela en fait une voiture plus puissante que la Chiron. Elle génère 90 kg d'appui aérodynamique en plus de cette dernière. Son rapport poids/puissance est de 1,13 kg/ch.